# Villa Sandino
Villa Sandino är en kommun (municipio) i Nicaragua med 14 689 invånare (2012). Den ligger i den centrala delen av landet i departementet Chontales. Villa Sandino är en jordbruksbygd med omfattande boskapsskötsel.

## Geografi
Kommunens huvudort Villa Sandino, med 3 373 invånare (2005), ligger längst västerut i kommunen vid landsvägen mot Juigalpa och Managua. Längs landsvägen mot hamnstaden La Rama ligger Muhan och La Gateada, med 1 609 respektive 1 972 invånare (2005). Resten av kommunen är landsbygd.
Villa Sandino gränsar till kommunerna Santo Tomás i väster och i norr, till Muelle de los Bueyes och El Coral i öster, och till Acoyapa i söder.

## Natur
Kommunen har en mosaik av jordbruksmark och naturlig växtlighet.

## Historia
I den arkeologiska parken Piedras Pinturas, i Angostura, finns det 158 hällristningar med över 2 000 bilder.
I vad som nu är kommunens centralort fanns 1894 endast tre hus längs landsvägen till El Rama, vid namn Los Generales. Dessa låg i comarcan Pueblo Viejo, som 1942 blev en kommun med rangen av villa. Den nya kommunen fick det diktatoriska namnet Villa Somoza, men efter revolutionen 1979 bytte kommunen namn till Villa Sandino, så att namnet ändrades från mördaren till den mördade. Den östra delen av kommunen bröts ut 1997 för att bilda kommunen El Coral.

## Transporter
Villa Sandino ligger längs landsvägen från Managua och Juigalpa till El Rama och den Karibiska kusten.